# Длиннолапы

Длиннолапы (лат. Siphlonurus) — род подёнок семейства Siphlonuridae.

## Внешнее строение
Крупные подёнки с длиной переднего крыла до 20 мм. У самцов глаза голоптические. Голени задних ног короче задних лапок. Средняя хвостовая нить у имаго (парацерк) кроткая. Ротовые органы личинок направлены вниз. На конце брюшка имеются три опушённые хвостовые нити.

## Биология
Личинки развиваются в различных пресноводных водоёмах, преимущественно в зарослях водных растений. В питании неразборчивы, в их рацион входит биоплёнка, детрит, остатки растений, живые и мёртвые беспозвоночные. В год развивается одно, или два поколения. Зимует на стадии личинки или яйца. Самки откладывают яйца на поверхность воды.

## Классификация
Включает около 40 видов
- Siphlonurus abraxas Jacob, 1986
- Siphlonurus aestivalis (Eaton, 1903) — Длиннолап весенний[2].
- Siphlonurus alternatus (Say, 1824)
- Siphlonurus armatus (Eaton, 1870)
- Siphlonurus autumnalis McDunnough, 1931
- Siphlonurus barbaroides McDunnough, 1929
- Siphlonurus barbarus McDunnough, 1924
- Siphlonurus binotatus (Eaton, 1892)
- Siphlonurus chankae Tshernova, 1952
- Siphlonurus columbianus McDunnough, 1925
- Siphlonurus croaticus Ulmer, 1920
- Siphlonurus davidi (Navás, 1932)
- Siphlonurus decorus Traver, 1932
- Siphlonurus demarayi Kondratieff & Voshell, 1981
- Siphlonurus flavidus (Pictet, 1865)
- Siphlonurus grisea (Navás, 1912)
- Siphlonurus hispanicus Demoulin, 1958
- Siphlonurus immanis Kluge, 1985
- Siphlonurus irenae Alba-Tercedor, 1990
- Siphlonurus lacustris (Eaton, 1870)
- Siphlonurus luridipennis (Burmeister, 1839)
- Siphlonurus lusoensis Puthz, 1977
- Siphlonurus marginatus Traver, 1932
- Siphlonurus marshalli Traver, 1934
- Siphlonurus minnoi Provonsha & McCafferty, 1982
- Siphlonurus mirus (Eaton, 1885)
- Siphlonurus montanus Studemann, 1992
- Siphlonurus muchei Braasch, 1983
- Siphlonurus occidentalis (Eaton, 1885)
- Siphlonurus palaearcticus (Tshernova, 1930)
- Siphlonurus phyllis McDunnough, 1923
- Siphlonurus quebecensis (Provancher, 1878)
- Siphlonurus rapidus McDunnough, 1924
- Siphlonurus sanukensis (Takahashi, 1929)
- Siphlonurus securifer McDunnough, 1926
- Siphlonurus spectabilis Traver, 1934
- Siphlonurus typicus Eaton, 1885)
- Siphlonurus yoshinoensis (Gose, 1979)
- Siphlonurus zhelochovtsevi Tshernova, 1952

## Палеонтология
Ископаемый вид Siphlonurus dubiosus найден в балтийском янтаре.

## Распространение
Встречается в Северной Америке и севере Евразии.